# Lovosice
Lovosice är en stad i Tjeckien.   Den ligger i regionen Ústí nad Labem, i den nordvästra delen av landet, 50 km nordväst om huvudstaden Prag. Lovosice ligger 156 meter över havet och antalet invånare är 9 196.
Terrängen runt Lovosice är platt åt sydost, men åt nordväst är den kuperad.Runt Lovosice är det ganska tätbefolkat, med 67 invånare per kvadratkilometer. Närmaste större samhälle är Ústí nad Labem, 16,2 km norr om Lovosice. Trakten runt Lovosice består till största delen av jordbruksmark.